# 黃世惠
黃世惠（1926年5月7日—），生於日治臺灣臺北州臺北市，臺灣醫師與企業家。他是三陽工業的創辦人黃繼俊的長子，慶豐集團的創辦人。

## 生平
黃世惠畢業於國立臺灣大學醫學院，早年曾擔任腦神經外科醫師，1959年至1975年行醫於日本，並於1975年至1979年任教於美國華盛頓大學，是首位獲得美國神經外科專科資格的臺灣醫師，也獲得日本終身職神經外科考試審查委員資格。1979年，黃世惠因其父病危，返國。1980年，黃世惠接任三陽工業與南陽實業的董事長。1985年至1987年，黃世惠連續三年榮膺中華民國全國納稅人的第一名。1992年，黃世惠率先投資越南，經營水泥、機車、保險等產業。
1986年3月23日，因為在經營理念上的衝突，黃世惠解除了張國安的三陽工業總經理職位，與張家的合作關係破裂。張國安退出三陽工業經營團隊，另立豐群企業集團。1990年代，黃世惠將企業版圖擴大到包括水泥、金融及半導體等，並至中國大陸及越南等地投資設廠。
1990年代末期，三陽工業與汽機車技術提供者本田技研經營理念不合，雙方矛盾與衝突日益嚴重。2002年1月，三陽工業、南陽實業與本田技研結束合作。2002年5月，三陽工業、南陽實業改與韓國現代汽車合作。
因為過度擴張，在亞洲金融風暴中受到重創，三陽工業向中華民國經濟部申請紓困。2014年2月13日，黃世惠因為向華南商業銀行等13間銀行借款沒有正常繳息，被臺灣臺北地方法院宣告個人破產；在之後，黃世惠提出抗告後取消。2014年3月11日，黃世惠么女黃悠美接任三陽董座。但6月董事會即決議改由張國安之子張宏嘉出任董事長，11月解任黃世惠指派的董監事，黃家至此失去三陽經營權。

## 學歷
- 臺北二中（今臺北市立成功高中）
- 國立臺灣大學醫學碩士
- 美國華盛頓大學醫學博士

## 經歷
- 三陽工業、南陽實業董事長
- 美國華盛頓大學腦神經外科教授
- 日本奈良大學腦神經外科顧問
- 日本大阪市濱川基督醫院外科主任、副院長、代理院長